# Pentax KP
Die Pentax KP ist eine kompakte 24-Megapixel-Digital-Spiegelreflexkamera des japanischen Herstellers Ricoh, die im Januar 2017 auf der Consumer Electronics Show in Las Vegas vorgestellt wurde. Die zwei Modelle in schwarz und silber sind in Europa ab dem 23. Februar 2017 lieferbar. Die Kamera hat 2017 den TIPA (Technical Image Press Association) Preis als „BEST APS-C DSLR EXPERT“ gewonnen. Diese Kamera ist ein neues Modell, welches im mittleren Segment der Pentax Kameras angesiedelt ist. Es ist keine Ablösung für das derzeitige APS-C-Spitzenmodell Pentax K-3 II, was an der Wahl des Akkus D-Li109, nur einem Kartenslot und eine Verschlusslebensdauer von 100 000 Auslösungen zu erkennen ist. Die bekannten Pentax-typischen Eigenschaften des AA-filterlosen Designs mit der wählbaren zweistufigen Moireunterdrückung, die Pixel-Shift-Resolution, die Tilt-Funktion (± 1 mm Translation horizontal und vertikal und ± 1° Rotation), automatische Horizontkorrektur (± 1,5°) und die Astro-Tracer-Funktion – mit zusätzlichem GPS –, durch die in der Kamera eingebaute Bildstabilisierung sind bei ihr vorhanden. Das Glasprisma mit einem 100 % Bildfeld wurde für diese Kamera neu entwickelt. Die Kamera ist Pentax typisch mit dem Schwerpunkt auf die Photographie entwickelt, sie ist in der Lage Video in Full-HD (1920 × 1080) und HD (1280 × 720) aufzunehmen, 4K-Modi werden nicht unterstützt.
Zu den Neuerungen gegenüber existierenden digitalen Modellen des Herstellers gehören ein auswechselbarer Griff, wobei alternative Griffe in drei Größen vom Hersteller angeboten werden, sowie Serienmodi zur Variation von Blende und Verschlusszeit. Außerdem wird durch den neuen 24 MPix CMOS-Sensor als neuer höchster Belichtungsindex ISO 819200 unterstützt, durch einen zusätzlichen Bildprozessor wird die Bildqualität auch bezüglich des Rauschens deutlich verbessert. Das System der Fünf-Achsen Stabilisierung das für die Pentax K-1 entwickelt wurde, wurde hier erstmals in einer APS-C-Kamera verbaut, ebenso wie das WLAN-Modul und eine Weiterentwicklung des Funktionswahlrades, so dass der Nutzer drei Funktionen nach seinem Bedarf auf dieses legen kann. Es wurden auch die fünf Benutzermodi der K-1 übernommen. Außerdem ist ein lautloser elektronischer Verschluss mit einem Bereich von 30 Sekunden bis zu 1/24000 Sekunde eingebaut, dieser Verschluss löst im Liveview geräuschlos aus und ist dabei ohne jegliche Erschütterung, mit optischem Sucher ist nur der sehr leise Spiegelschlag zu hören. Der 3-Zoll-Monitor ist vertikal klapp- und kippbar.
In Japan hat Ricoh im Juli 2019 ein Infrarotversion der Kamera angekündigt, diese hat einen Spektralbereich von 350 bis 1100 nm. Sie reicht somit vom nahen Rand des UV-A (320-400 nm) bis in den Bereich IR-A (700-1400 nm). Der passende Wellenlängenbereich wird über Schraubfilter auf der Optik ausgewählt. Bei passender Filterwahl ist sie auch im sichtbaren Bereich voll nutzbar.

## Technik
Belichtungssteuerung
- Programmautomatik:
  - Programmautomatik mit Schärfentiefenpriorität
  - Programmautomatik mit Priorität auf geringe Schärfentiefe
  - Programmautomatik mit Zeitpriorität
  - MTF optimale Blende laut Objektivkonstruktion wird mit Priorität behandelt (nur bei Pentax Objektiven)
- Blendenpriorität: es wird die Zeit wird zur gewählten Blende und zum Belichtungsindex automatisch eingestellt
- Empfindlichkeitspriorität: die Zeit und Blende werden passend zum gewählten Belichtungsindex automatisch eingestellt
- Szenen Analyse Automatik
- Zeit-Blenden-Priorität: es wird der Belichtungsindex passend zur gewählten Verschlusszeit und Blende automatisch eingestellt
- Zeitpriorität: es wird die Blende zur gewählten Verschlusszeit und zum gewählten Belichtungsindex automatisch eingestellt
- Manuelle Belichtung
- Langzeitbelichtung
- X-Synchron (1/180 Sekunde)

Automatische Aufnahmereihen
- Belichtungsreihenautomatik mit zwei, drei, oder fünf Bildern, Abstand zwischen 0,3 und 2,0 Lichtwert-Stufen wählbar
- Zeitreihen mit drei Aufnahmen und unterschiedlichen Belichtungszeiten von ± 1 bis ± 3 Lichtwert-Stufen wählbar
- Blendenreihen mit drei Belichtungen und unterschiedlichen Blenden von ± 1 bis ± 3 Lichtwert-Stufenwählbar

Konfigurierbarkeit
Folgende Funktionen können auf eine der drei Positionen des Funktionswahlrads gelegt werden:
Belichtungsindex (in ISO), LW-Korrektur, Korrekturwert für Bracketing, Custom Image, AF-Betriebsart, Verändern des AF-Messbereichs, Focus Peaking, Programmsteuerung, Belichtungsfunktion, Auflösung, AA-Filter Simulator, Gitterfeld einblenden, Optionen für Monitor, Ansichtsvergrößerung, und Monitorhelligkeit.
Hinzu kommen noch drei Tasten, die vom Benutzer mit Funktionen belegt werden können.

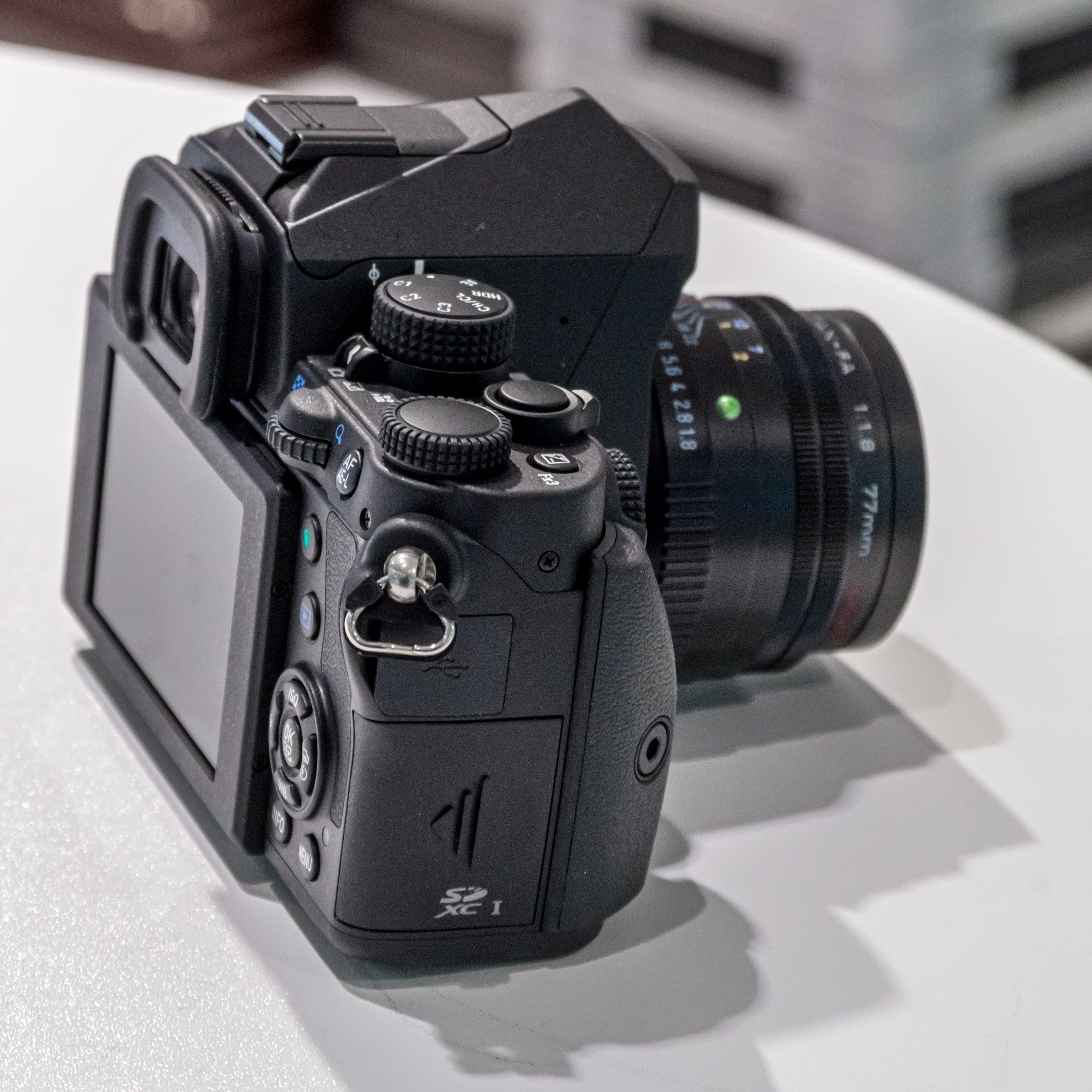
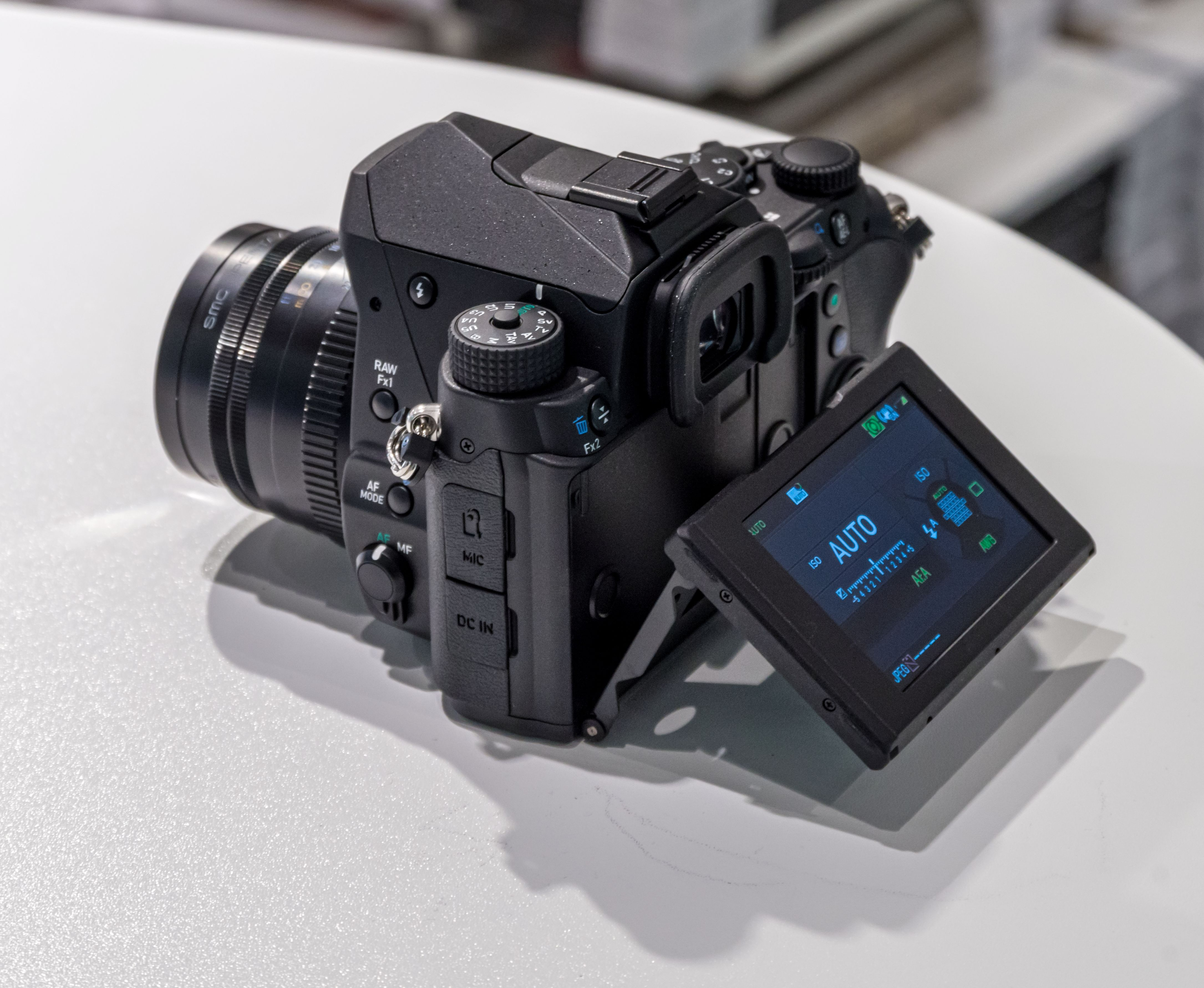
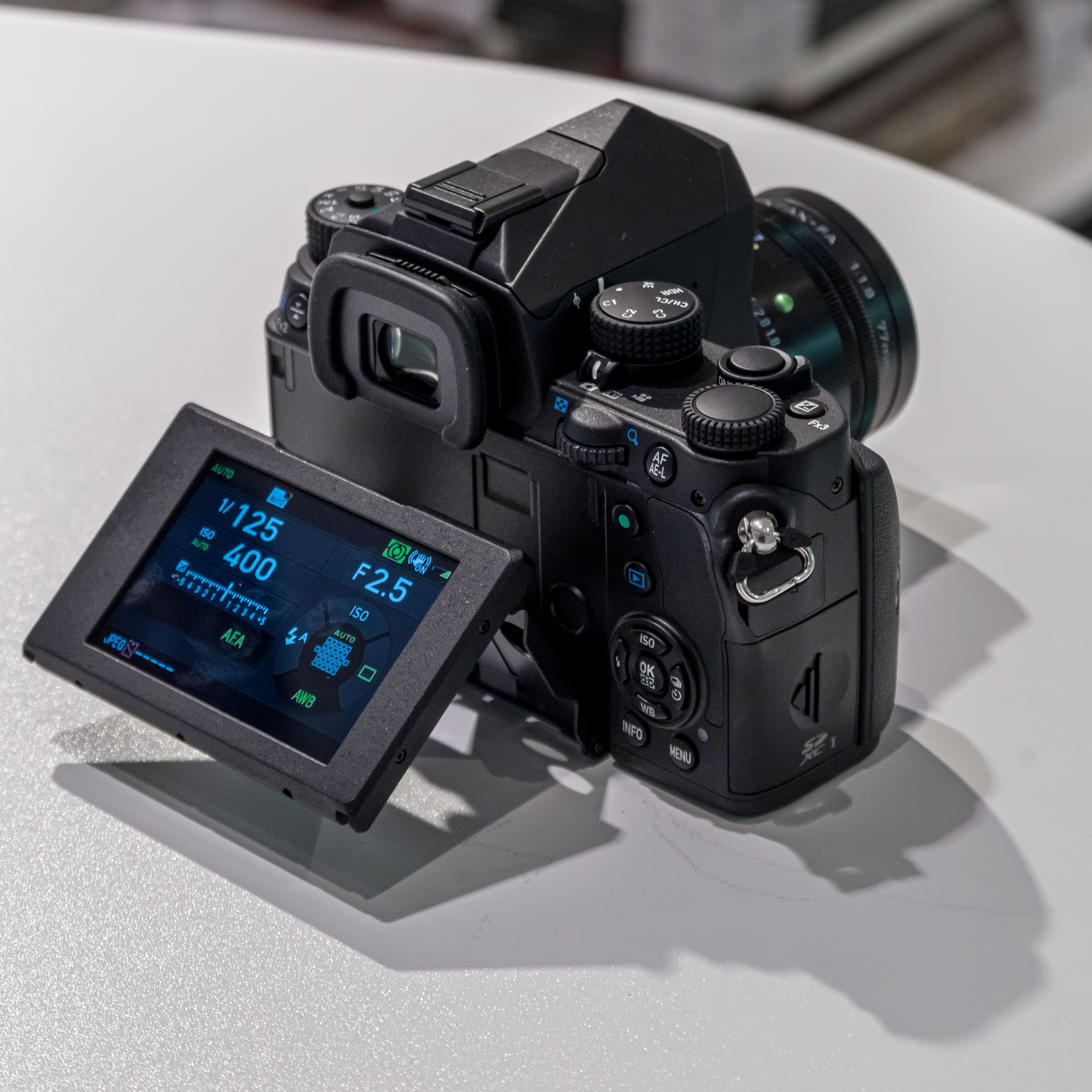
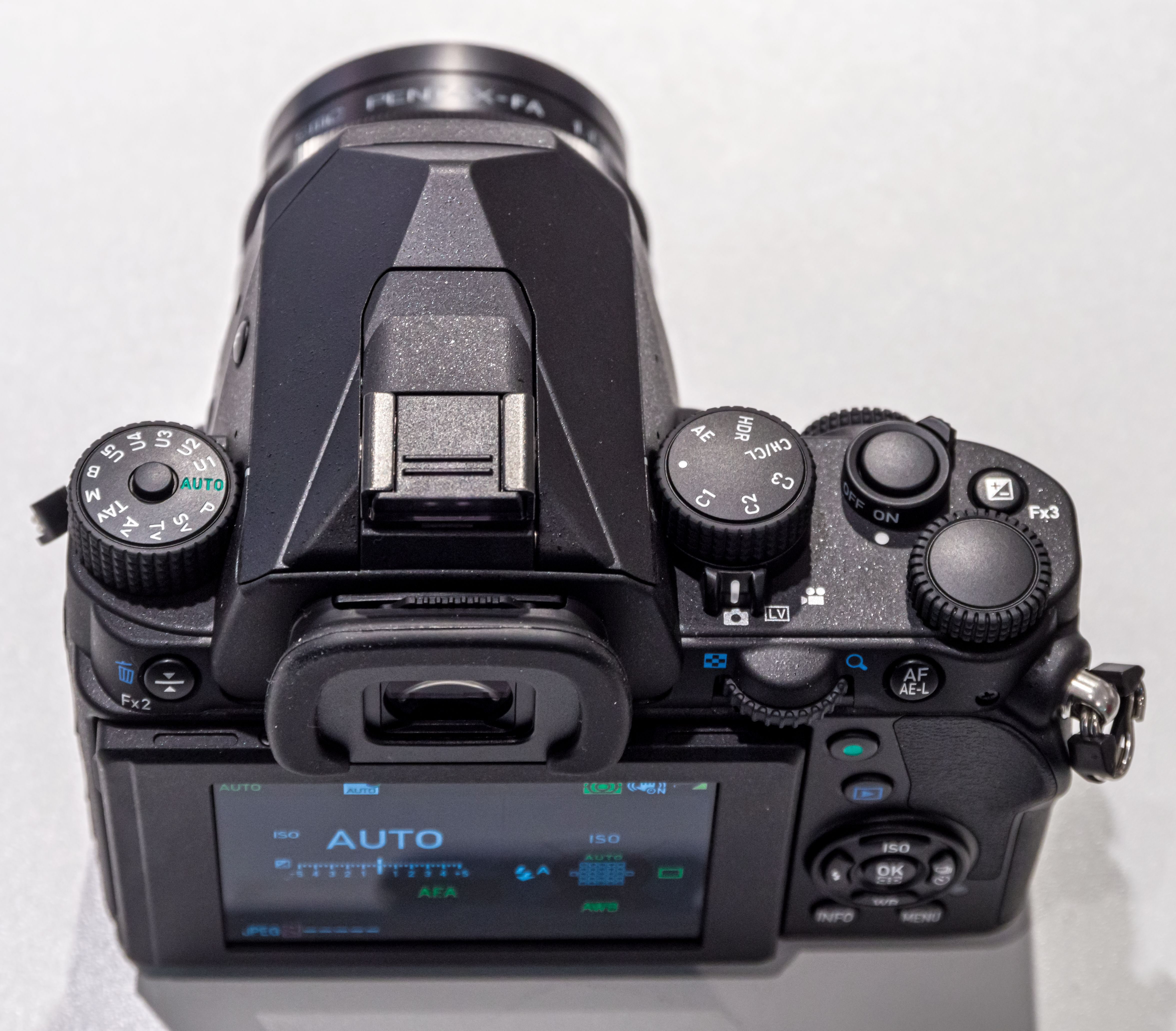
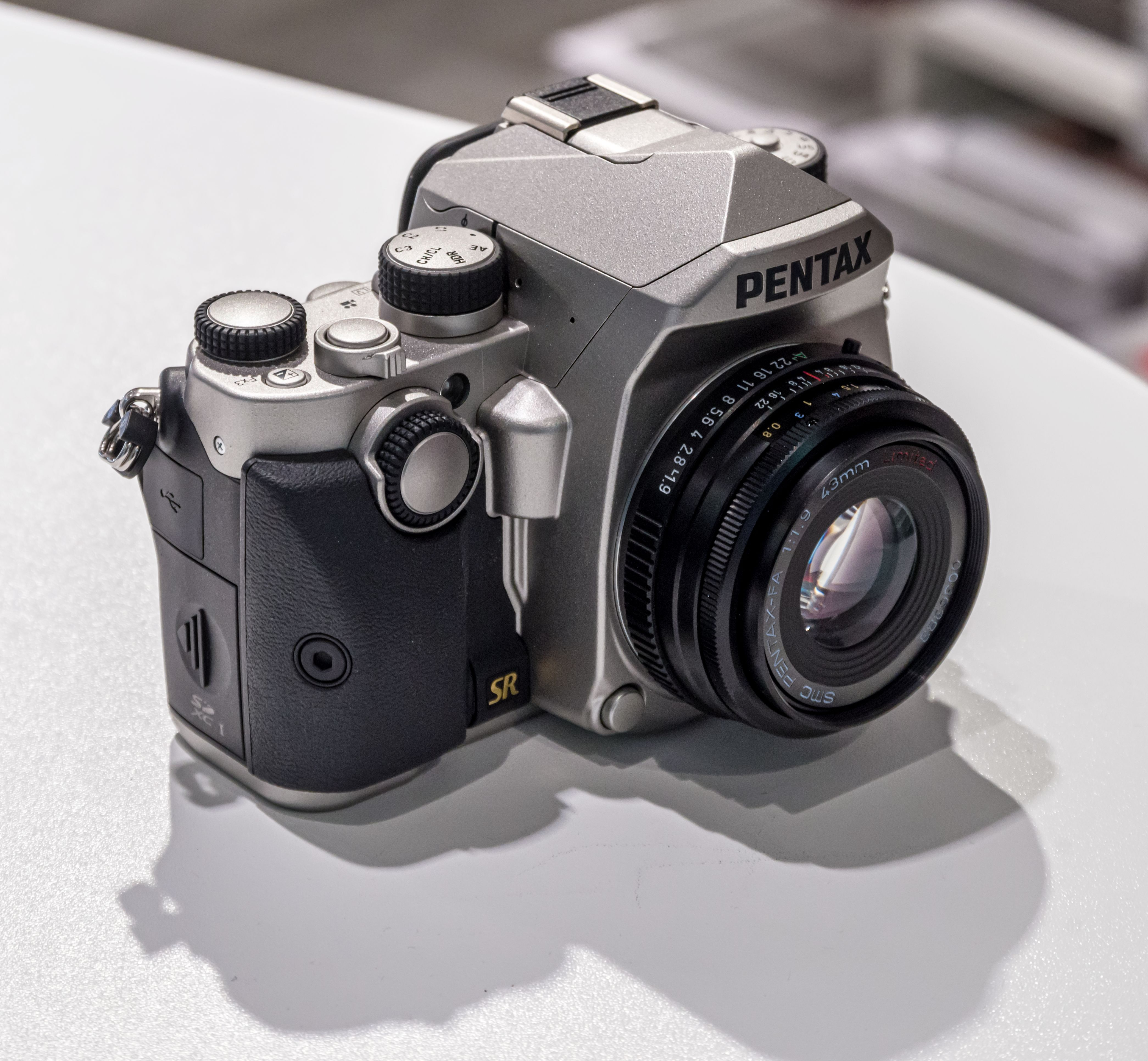
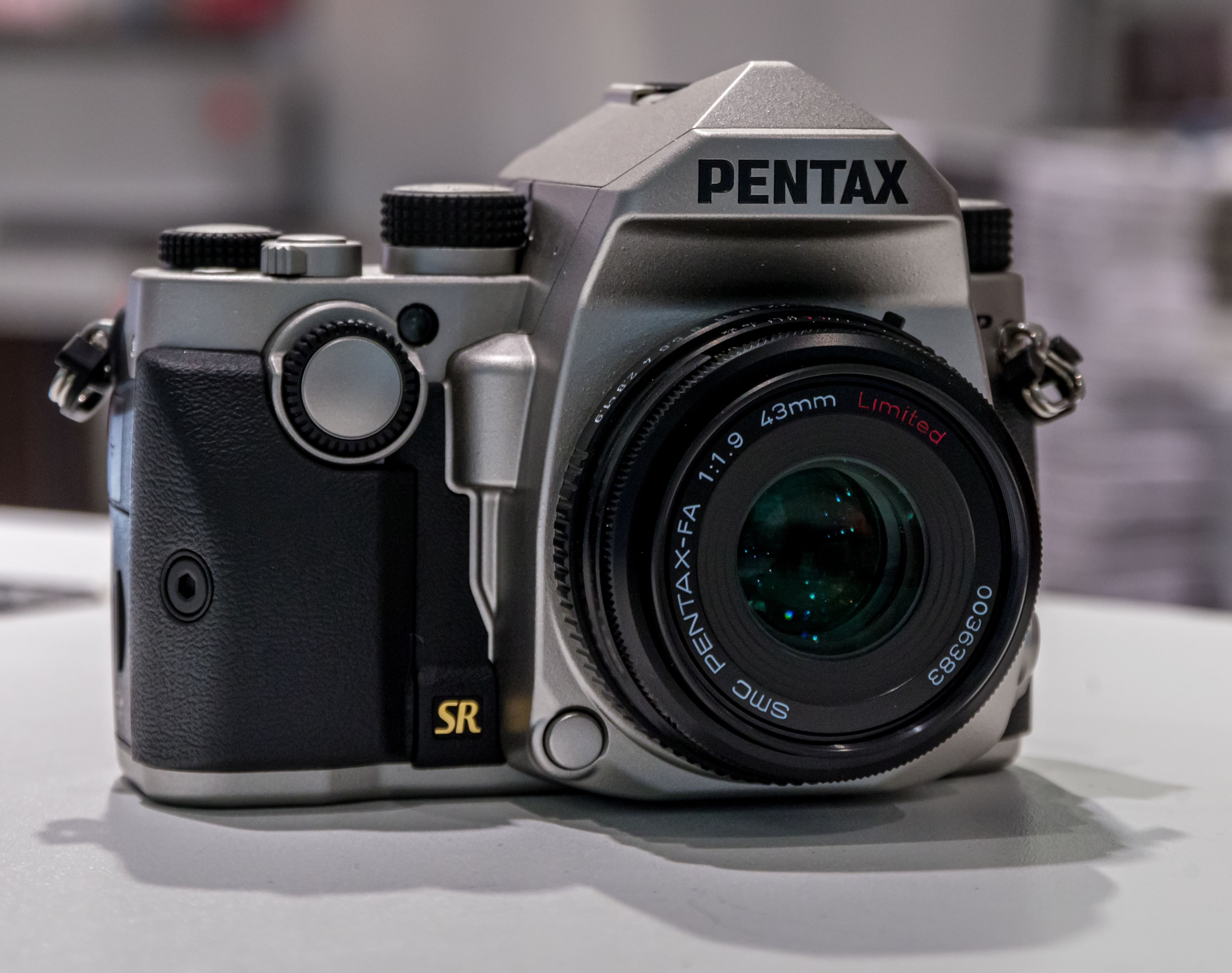
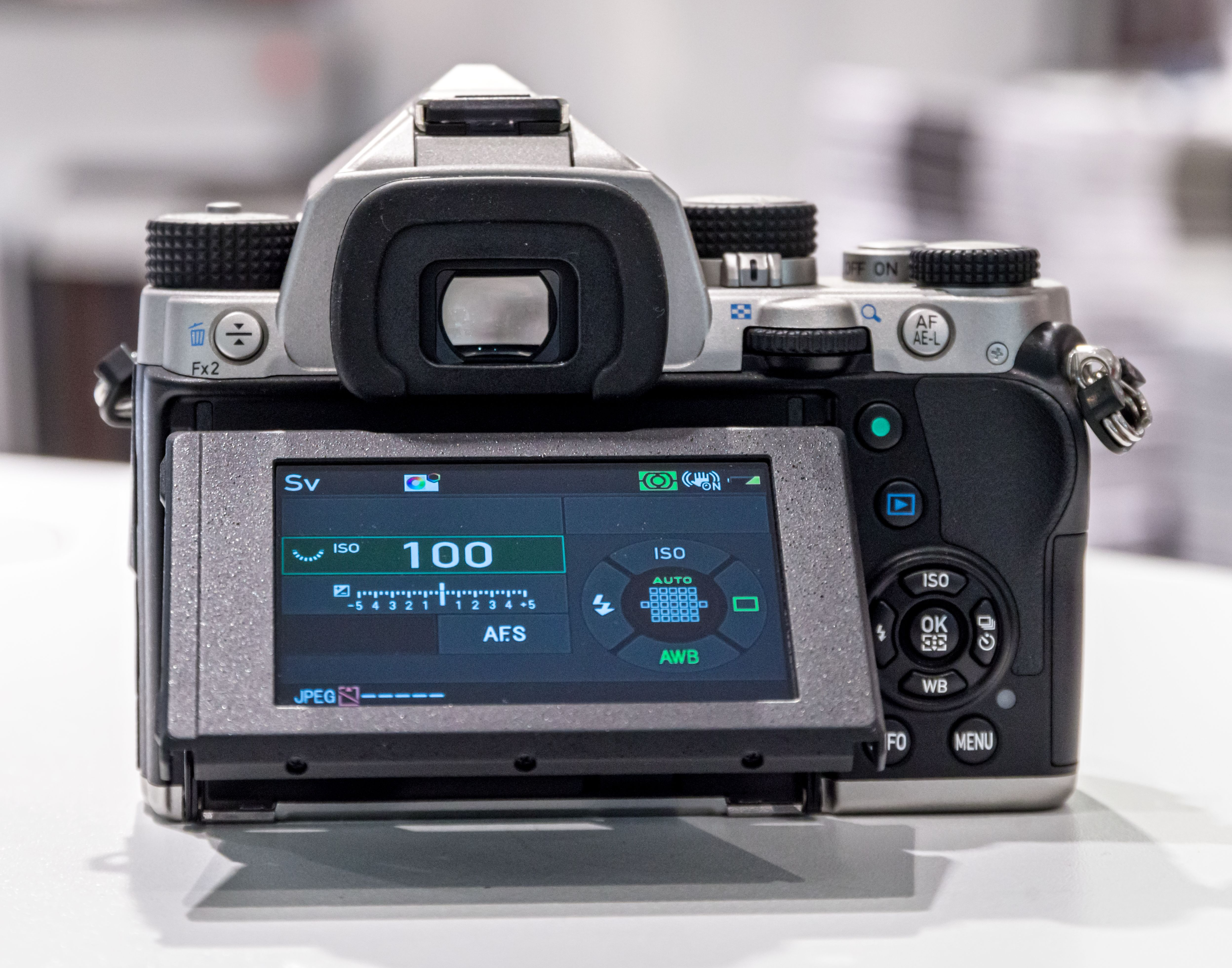
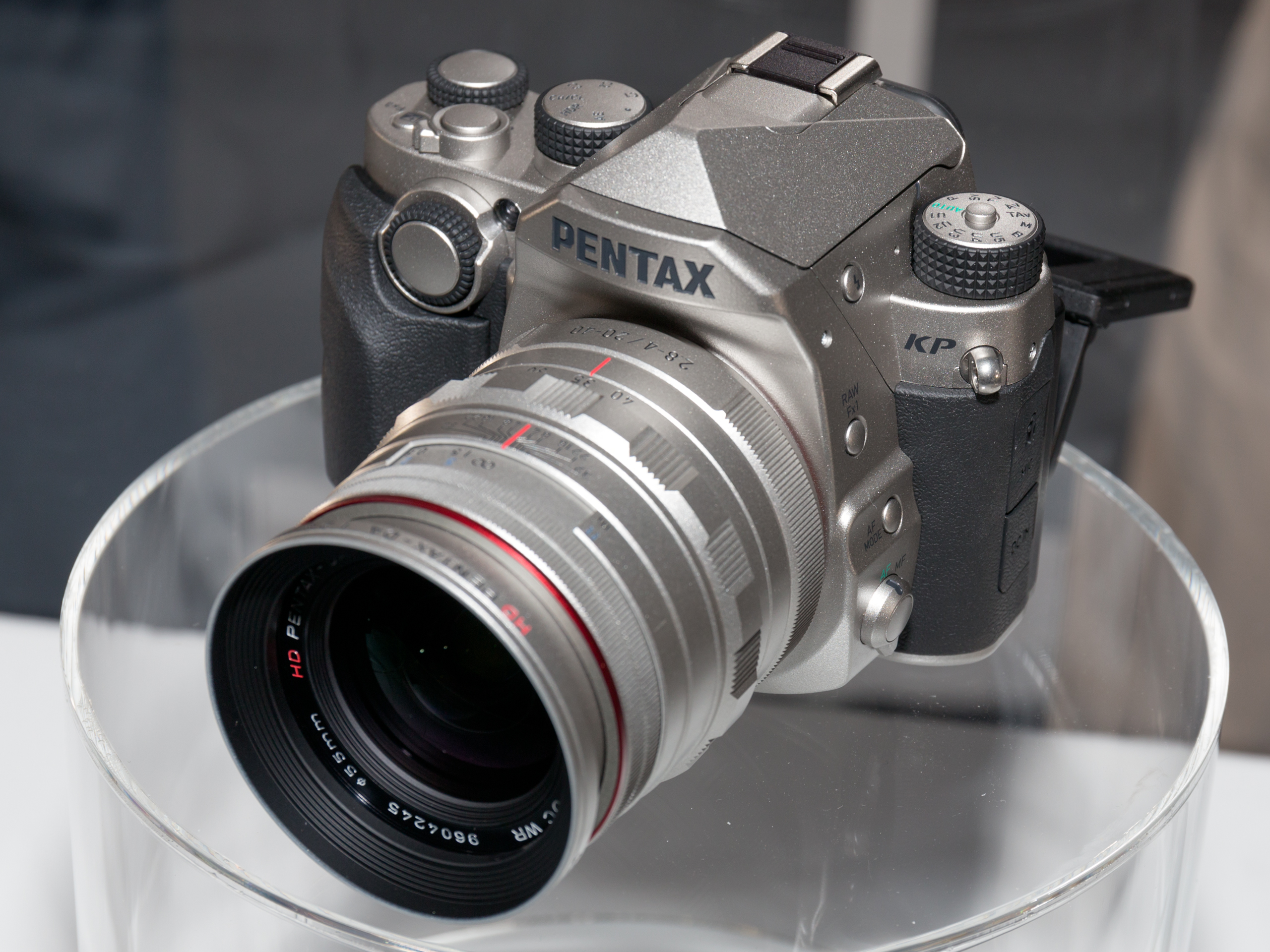
Beispiel mit mittlerer Griffgröße

## Nachweise
- https://www.pentaxforums.com/articles/pentax-news/pentax-kp-officially-announced.html
- DOCMA Pentax KP – Spiegelreflexkamera im Retro-Look, Johannes Wilwerding, 26. Januar 2017
- Pentax KP Hersteller Produktseite
- Pressemitteilung von Ricoh Deutschland am 26. Januar 2017